# Melanodrymia brightae
Melanodrymia brightae là một loài ốc biển, là động vật thân mềm chân bụng sống ở biển thuộc họ Melanodrymiidae.